# 井本克典
井本 克典（いもと かつのり、1986年8月25日 - ）は、日本のラグビー選手。

## プロフィール
- 宮崎県出身[1]。
- ポジションはセンター(CTB)。
- 身長 174cm、体重 84kg

## 略歴
2005年、延岡東高校卒業後、帝京大学に入学する。
2008年、帝京大学ラグビー部の副将に就任した
2009年、帝京大学卒業後、ヤマハ発動機ジュビロに加入。
2010年11月27日に行われたジャパンラグビートップリーグ第8節の福岡サニックスブルース戦に途中出場で公式戦初出場を果たす。
2017年、ヤマハ発動機ジュビロを退団した。